# Paweł Korol
Paweł Korol, ros. Павел Иосифович Король, Pawieł Josifowicz Korol (ur. 4 lipca 1890 w Białej Podlaskiej, data śmierci nieokreślona) – polski lekarz, działacz społeczny i polityk rosyjskiego pochodzenia, radny Brześcia nad Bugiem i poseł na Sejm II kadencji (1928–1930).

## Życiorys
Kształcił się w gimnazjum w Siedlcach, następnie zaś studiował medycynę w Warszawie. Odbył służbę w armii rosyjskiej walcząc w I wojnie światowej. W 1923 uzyskał prawa oficera rezerwy Wojska Polskiego.
Po zakończeniu I wojny światowej pracował jako brzeski lekarz powiatowy i miejski. Otworzył prywatny gabinet lekarski w Brześciu. Sprawował mandat radnego. Szefował Rosyjskiemu Towarzystwu Dobroczynności w Brześciu, był wiceprezesem koła Ligi Obrony Powietrznej Państwa (LOPP) oraz Stowarzyszenia Właścicieli Nieruchomości. Sprawował funkcję skarbnika Związku Zawodowego Lekarzy.
W wyborach w 1928 jako jedyny przedstawiciel Listy Ruskiej uzyskał mandat posła na Sejm II kadencji w okręgu nr 60 (Pińsk), reprezentował Rosyjskie Zjednoczenie Narodowe. Był członkiem zarządów RZN, Rosyjskiej Organizacji Agrarnej i Rosyjskiej Organizacji Włościańskiej.
Po zakończeniu działalności poselskiej prowadził praktykę lekarską. W 1939 aresztowany przez NKWD. Data i miejsce śmierci nieznane, prawdopodobnie znalazł się na tzw. białoruskiej liście katyńskiej.
Syn Józefa i Marii z Wińskich. Żonaty z Zofią Korolową z d. Pietrow. Mieli dwóch synów: Mikołaja i Igora. Wnuk Dymitr jest działaczem Związku Polaków na Białorusi, prawnuk Andriej kierownikiem Katedry Psychologii i Pedagogiki Uniwersytetu Medycznego w Grodnie.